# 英雄傳說V 海之檻歌
《英雄傳說V 海之檻歌》是由日本Falcom在1999年開發的角色扮演類遊戲系列《英雄傳說系列》的第5部作品，系列第二期《卡卡布三部曲》的第3部作品。
與《英雄傳說III 白髮魔女》、《英雄傳說IV 》合稱為《卡卡布三部曲》。
接續《英雄傳說III 白髮魔女》、《英雄傳說IV 》，為卡卡布三部曲的最終作。但作品時間設定在4代（卡卡布曆936年）與3代（卡卡布曆992年）之間，為卡卡布曆943年。舞臺是「大蛇的背骨」南側的威特路那。

## 故事
卡卡布曆943年，弗特、烏娜、馬克貝因三人組成的「馬克貝因樂團」，為尋找雷歐涅所重現的「水底的旋律」，尋找由其旋律組成的24個共鳴石而出發旅行。

### 章節
- 序章   旅人們的前奏曲
- 第1章  盜賊們的奇想曲
- 第2章  海盜們的進行曲
- 第3章  隱者們的小夜曲
- 第4章  流浪者的間奏曲
- 第5章  往黑暗的狂詩曲
- 第6章  過去之日的夜想曲
- 第7章  異界之月的鎮魂歌
- 最終章 大海響徹的鳴奏曲

## 遊戲系統

### 戰鬥

#### 戰鬥指令
指定人物行為的工具。
攻擊
普通的攻擊。
必殺
使用必殺技。
移動
對任意地點主角的移動。
道具
使用持有的道具。
共鳴
使用攻擊、輔助系的共鳴魔法。
魔法
使用攻擊、輔助系的埃魯·非爾丁魔法。
回復
使用回復系的技能、魔法。
精靈
召回精靈。
人偶
進行機關人偶的出現、操作、收納。愛達專用的指令。
設定
選擇戰鬥中自動行動的部分。

## 世界設定

### 舞台
舞台是位於橫貫東西向的大山脈「大蛇的背骨」南方的「威特路那（Weltuna）」。大裂谷「卡卡布」位於大蛇的背骨北側。由雷特拉德（Letoratudo）、格雷斯魯共和國（Greysul）、佩尼索拉公國（Penisora）、梅黑洛斯（Mercherose）、歐斯坦（Ohestren）、奴梅洛斯帝國（Numeros）與布洛達因王國（Burodain）7個國家組成。
- 大蛇的背骨
聳立於北方的巨大山脈，由於形狀酷似蛇背脊而獲稱。至今已有許多冒險者嘗試要越過這個險峻的山脈，但是並未有人成功過；因此，關於被認為是「世界的盡頭」的這座山脈，它的另一邊狀況仍是個謎。

- 雷特拉德（Letoratudo）
- 格雷斯魯共和國（Greysul）
- 佩尼索拉公國（Penisora）
- 梅黑洛斯（Mercherose）
- 歐斯坦（Ohestren）
國土大部分為砂所覆蓋，是擁有最古老歷史的國家。在塞爾巴特，從古代所留下的遺跡至今仍然存在著，部分已開放使用的古利姆橋為代表，是這個世界曾經存在著高度文明的證據。與雷特拉德一樣，這裡也是受梅黑洛斯委託的施政權管理，結果由於其尊重當地人民自豪的「砂底自由人民」意識而不加干涉，所以已接近自治狀態。最近在巴薩爾有許多綠洲陸續被開發出，使經濟面逐漸活潑起來。
- 奴梅洛斯帝國（Numeros）
- 布洛達因王國（Burodain）

### 水底的旋律
古代民族「水底之民」將聲音轉化成力量的「共鳴魔法」，造就了繁榮，但在900年前就從歷史中消失了。諸如「人們過分濫用這樣的魔法造成魔王崛起消滅了水底之民與魔法」的故事，威特路那的人們都耳熟能詳。
音樂家雷歐涅·弗列特利加·里希塔嘗試著將此口耳相傳的共鳴魔法重現，並為之取名《水底的旋律》。可是雷歐涅擔心再度造成濫用狀況，將水底的旋律分為24的詞組，並各自刻到名為「共鳴石」的石頭上，分散在世界各地。

## 登場人物
弗特·馬克貝因（Fort Mcvein）
- 主角。14歲，六弦琴演奏者。

與祖父馬克貝因十分要好，總是打打鬧鬧的。
性格自由奔放、辨識能力高超，與爺爺不同。
烏娜（Una）
- 女主角。14歲，短笛演奏者。

與弗特是從小就認識的青梅竹馬，一直等待著告白的機會。
知道弗特與馬克貝因出發旅行，便要求同行。
馬克·馬克貝因（Mark Mcvein）
- 弗特擔任團長一職的祖父。62歲，手琴演奏者。

因為多次巡迴演奏環遊世界多次，保持著和年齡相反的堅韌的體魄。
對雷歐涅重現的《水底的旋律》有深遠的關心，因此下定決心再次出發旅行。
約翰＆里克（Jan & Rick）
- 樂團的吉祥物。

約翰是跟著馬克貝因旅行多年的老犬。里克是旅行途中加入的跳鼠。
約翰總是載著里克。兩者合而為一加入隊伍的戰鬥。
夏歐（Shao）
- 瑞秋的父親。41歲。

以馬克貝因為師的手風琴演奏者。
瑞秋（Reychel）
- 夏歐的女兒。18歲。

與父親一起巡迴演出，擔任唱者角色。有著與父親大相逕庭的美貌與個性。
阿爾特斯（Altos）
- 在平傑爾演奏會打敗弗特贏得冠軍的小提琴演奏者。16歲。

在老家玻薩爾的麵包店獨當一面的烤麵包師。個性老實保守。
是艾莉雅的弟弟，也是「水底之民」的繼承者。
愛妲（Aida）
- 馬克貝因的摯友，著名的人偶工匠羅傑的孫女。15歲。

可靈活操縱祖父製作的人偶。十分有活力，個性開朗。
巴曼（Palman）
- 奴梅洛斯帝國的將校。25歲。

本來是位正常的王子，但國家被應派的拉贊控制後，變為軍官。
品格高尚，十分信任部下。
艾莉雅（Alia）
- 歌聲令人著迷的黑髮女性。21歲。

正統「水底之民」技術的繼承者。
湯馬斯（Thomas）
- 從埃魯·非爾丁操縱布拉涅特斯Ⅱ世號跨海而來的海中英雄。

被稱作湯馬斯船長，其後成為故事主角（『Ⅲ』中傑力歐愛看的書）。駕船、劍術、黑魔法及變裝術等技術一流。《Ⅲ》、《Ⅳ》中都有登場，「卡卡布三部曲」中都有他的身影。
艾文（Avin）
- 與湯馬斯一起從埃魯·非爾汀來的冒險者。24歲。

《Ⅳ》的主角。
麥爾（Mile）
- 與湯馬斯一起從埃魯·非爾汀來的冒險者。25歲。

艾文的好友。也在《Ⅳ》中登場。
米契爾·德·拉普·海芬（Michel）
- 魔導師。35歲。

雖然出生於提拉斯依魯，但在《Ⅳ》中搬到埃魯·非爾汀，與湯馬斯一起造訪威特路那。在《Ⅲ》以拉普老伯身分登場，「卡卡布三部曲」中都有他的身影。
路卡
- 布拉涅特斯Ⅱ世號的副船長。21歲。

為一流的技術人員，亦加入發動機的設計。是《Ⅳ》女主角露蒂絲的弟弟。
迪歐爾（Duorl）
- 布洛達因王國的王子。28歲。

與已故的先王苛政的理念不同，注重人民的信賴、國民的政治。且一直以來與先王有著隔閡，有名無實。
雷歐涅．弗列特利加．里希塔（Leone Fredrick Richter）
- 50年前十分出名的作曲家、演奏家。72歲。

重現了相傳為《幻之樂章》的《水底的旋律》。
布雷加大使（Bureger）
- 奴梅洛斯帝國的大使。38歲。

私底下籌組軍隊，企圖用武力征服世界，組織中貫徹奇怪的策略。
面目猙獰。笑面虎一隻，遣詞用字令人毛骨悚然。總是聲稱「這不構成威脅」，但總是威脅談判對象。
拉贊皇帝
- 奴梅洛斯帝國的皇帝。超鷹派。68歲。

在數年前引發革命讓穩健派失勢，讓奴梅洛斯重組成軍事國家。自稱皇帝，但目前為止卻沒有任何近親關係的出現。
卡丘亞（Kachua）
- 沙漠之路塞爾巴特出身的跳舞的少女。

與哥哥阿格斯出席了留托姆島的演奏會。雖然出場機會少但反應極佳。
傑克·史雷德（Jack Slayd）
拉蒙（Ramon）
梅莉塔絲女士（Ms. Meritos）
銀髮少女
- 雷歐涅．弗列特利加．里希塔的養女，有預知能力，但很少說話

依年表所言，極可能是後來[英雄傳說III 白髮魔女]的白髮魔女耶魯杜
利許·坎貝爾（Rish Campbell）
46歲，世界的奸商。
艾莉莎（Elise）
羅蘭德（Roland）
凱傑爾艦長

## 機種、組件的差異

### 主題曲
- 作詞／作曲／演唱者：riya、編曲：MANYO
  - 片頭曲〈時間的彼端〉
  - 片尾曲〈飛往蒼穹的盡頭〉

## CD
-  （NW10102320, 2000年3月16日 發售）
-  （NW10102330, 2000年3月16日 發售）

## 外部連結
- 官方網站
  - http://www.falcom.co.jp/ed5/index.html （页面存档备份，存于）（日語）
  - http://gagharvtrilogy.com/ （页面存档备份，存于） - BANDAI的PSP版（日語）
- 官方BBS
  - （日語）